# نيكولاس هاماليانين
نيكولاس هاماليانين (بالإنجليزية: Niko Hämäläinen)‏ (5 مارس 1997 فلوريدا الولايات المتحدة - ) هو لاعب كرة قدم أمريكي يلعب كلاعب وسط.

## مسيرته الكروية
لعب نيكولاس هاماليانين خلال مسيرته الاحترافية مع 4 أندية في ستة مواسم ولم يسجل خلالها أي هدف ضمن 35 مباراة. ولم يفز بأي موسم بالكأس أو بالدوري.
خاض نيكولاس هاماليانين مسيرته مع داغنهام وريدبريدج في موسم 2015–16 لمدة موسم واحد، مشاركًا في مباراة ولم يسجل أي هدف. ثم انتقل إلى نادي كوينز بارك رينجرز في موسم 2016–17 واستمر معه طيلة ثلاثة مواسم، حيث شارك في 3 مباريات ولم يسجل أي هدف أيضًا. لينتقل بعدها إلى نادي لوس أنجلوس ما بين عامي 2019 و2020 لمدة موسم واحد، مشاركًا في 3 مباريات ولم يسجل أي هدف أيضًا. ثم انتقل إلى نادي كيلمارنوك في موسم 2019–20 لمدة موسم واحد، مشاركًا في 28 مباراة ولم يسجل أي هدف أيضًا.

## وصلات خارجية
نيكولاس هاماليانين على موقع الاتحاد الدولي (مؤرشف)  (الإنجليزية)
- نيكولاس هاماليانين على موقع الاتحاد الأوربي (الإنجليزية)
- نيكولاس هاماليانين على موقع الدوري الأمريكي (الإنجليزية)
- نيكولاس هاماليانين على موقع إي إس بي إن إف سي (الإنجليزية)
- نيكولاس هاماليانين على موقع قاعدة بيانات كرة القدم.إي يو (الإنجليزية)
- نيكولاس هاماليانين على موقع ليكيب (الفرنسية)
- نيكولاس هاماليانين على موقع ناشيونال فوتبول تيمز (الإنجليزية)
- نيكولاس هاماليانين على موقع Soccerbase.com (لاعب) (الإنجليزية)
- نيكولاس هاماليانين على موقع Soccerway.com (الإنجليزية)
- نيكولاس هاماليانين على موقع عالم كرة القدم.نت (الإنجليزية)